# Peter Cosgrove
Peter John Cosgrove, född 28 juli 1947 i Sydney, New South Wales, är en australisk general, som under åren 2014–2019 var Australiens generalguvernör.
Cosgrove är pensionerad militär och general. Han tjänstgjorde i Vietnam under Vietnamkriget. För sina insatser där tilldelades han år 1971 utmärkelsen Military Cross. Han ledde 1999–2000 den australienledda internationella fredsbevarande insatsen i Östtimor (INTERFET) efter att landet röstat för självständighet från Indonesien. Cosgrove utnämndes 2000 till arméchef (Chief of Army) i Australiska armén och var försvarschef (Chief of the Defence Force) för Australiens försvarsstyrkor 2002–2005.